# Нейронна мережа Ворда

Топологія мережі Ворда з двома блоками прихованого шару і обхідним з'єднанням.
1. Нейрони вхідного шару;
2. Нейрони прихованого шару;
3. Нейрони вихідного шару.

Нейронна мережа Ворда — штучна нейронна мережа, топологія якої характеризується тим, що внутрішні (приховані) шари нейронів розбиті на блоки. Нейронні мережі Ворда розрізняються кількістю блоків прихованого шару і наявністю або відсутністю обхідних з'єднань.

## Загальна характеристика
Розбиття прихованих шарів на блоки дозволяє використовувати різні передавальні функції для різних блоків прихованого шару. Таким чином, одні й ті ж сигнали, отримані від вхідного шару, зважуються і обробляються паралельно з використанням декількох способів, а отриманий результат потім обробляється нейронами вихідного шару. Застосування різних методів обробки для одного і того ж набору даних дозволяє сказати, що нейронна мережа аналізує дані з різних аспектів. Практика показує, що мережа показує дуже гарні результати при вирішенні завдань прогнозування і розпізнавання образів. Для нейронів вхідного шару, як правило, встановлюється лінійна функція активації. Функція активації для нейронів з блоків прихованого та вихідного шару визначається експериментально.

## Алгоритм навчання
Для навчання нейронної мережі Ворда можна застосовувати метод зворотного поширення помилки.